# Condado de Oglala Lakota
El condado de Oglala Lakota  (en inglés: Oglala Lakota County), anteriormente conocido como condado de Shannon (en inglés: Shannon County), hasta 2015.  Fue fundado en 1875, es uno de los 66 condados en el estado estadounidense de Dakota del Sur. En el 2000 el condado tenía una población de 12 466 habitantes en una densidad poblacional de 2 personas por km². La mayor localidad es Pine Ridge. El condado está totalmente inserto en la reserva india de Pine Ridge e incluye parte del parque nacional de Badlands. La renta per cápita del condado es la segunda más baja de los Estados Unidos (solo el Condado de Buffalo, también en Dakota del Sur, es más pobre). También tiene el honor de haber dado el mayor apoyo porcentual de todos los condados de EE. UU. al partido demócrata en las elecciones presidenciales de 2004 y 2008 (85% y 88.69% respectivamente). En este condado (como en muchos otros condados que engloban territorio indio) está totalmente prohibida la venta de alcohol.

## Geografía
Según la Oficina del Censo, el condado tiene un área total de 5430 km² (2096,5 mi²), de la cual, 5423 km² (2093,8 mi²) es tierra y 7 km² (2,7 mi²) es agua.

## Condados adyacentes
- Condado de Pennington - norte
- Condado de Jackson - noreste
- Condado de Bennett - este
- Condado de Sheridan - sur
- Condado de Dawes - suroeste
- Condado de Fall River - oeste
- Condado de Custer - noroeste

## Demografía
En el 2000 la renta per cápita promedia del condado era de $20 916, y el ingreso promedio para una familia era de $20 897. El ingreso per cápita para el condado era de $6286. En 2000, los hombres tenían un ingreso per cápita de $25 170 versus $22 594 para las mujeres. Alrededor del 52.30% de la población estaba bajo el umbral de pobreza nacional.
| 1920 | 1930 | 1940 | 1950 | 1960 | 1970 | 1980   | 1990 | 2000   | Est. 2008 |
| ---- | ---- | ---- | ---- | ---- | ---- | ------ | ---- | ------ | --------- |
| 2003 | 4058 | 5366 | 5669 | 6000 | 8198 | 11 323 | 9902 | 12 466 | 13 637    |

## Localidades

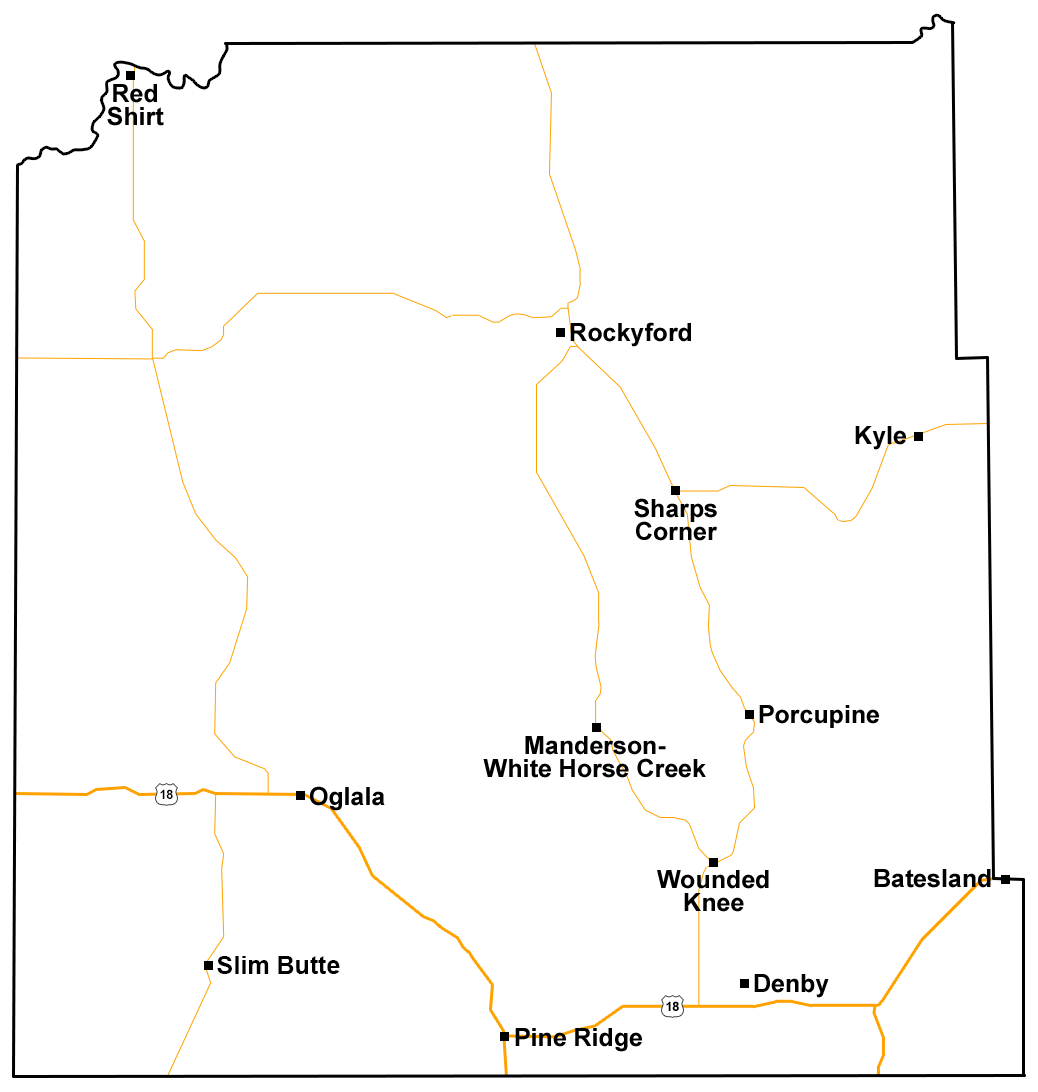
Localidades

- Batesland
- East Shannon
- Kyle
- Manderson-White Horse Creek
- Oglala
- Pine Ridge
- Porcupine
- West Shannon
- Wounded Knee

## Mayores autopistas
- Carretera de U.S. 18
- Carretera Dakota del Sur 40
- Carretera Dakota del Sur 391
- Carretera Dakota del Sur 407